# تساوي الكثافة
السرعة لمحلول كلوريد السيزيوم ونوعا الفيروسات جاءا ليستقرا في نقاط متماثلة مع كثافتهما. طول الأنبوب يبلغ حوالي 10 سم.
متماثل الكثافة (بالإنجليزية: Isopycnic) يعني «ذات نفس الكثافة». وعلى نحو خاص، يكون السطح المتماثل الكثافة هو السطح ذو الكثافة الثابتة. وهذا المصطلح هو أكثر غموضًا إلى حد ما من المصطلحين المماثلين، وهما الأسطح متساوية الضغط أو متساوية درجة الحرارة، اللتان تصفان الأسطح ذات الضغط الثابت ودرجة الحرارة الثابتة على التوالي. ومن الشائع سماع مصطلح الأسطح متماثلة الكثافة التي يُشار إليها ببساطة باسم الأسطح ذات «الكثافة-المتماثلة» (iso-density)، والذي يُعتبر، على الرغم من عدم صحته على نحو دقيق، أكثر وضوحًا بكثير.
وعادة ما يُستخدم المصطلح «متماثل الكثافة» في ديناميات السوائل الخاصة بالسوائل القابلة للانضغاط، كما هو الحال في مجال الأرصاد الجوية وديناميات السوائل الجيوفيزيائية أو الفيزياء الفلكية أو ديناميات السوائل الخاصة بالانفجارات أو التدفقات ذات الأعداد الماخية بشكل كبير. ويمكن كذلك تطبيقه على حالات أخرى تكون لدى الوسيط المستمر فيها كثافة متفاوتة السلاسة، كما هو الحال في حالة التعليق الغرواني غير المتجانس.
تحدث الأسطح المتماثلة الكثافة في الجيولوجيا، لا سيما فيما يتعلق بالكراتونات وهي عبارة عن تكونات جيولوجية قديمة جدًا في لُب القارات، والتي تتأثر بشكل طفيف بواسطة الأحداث التكتونية (البنائية). وغالبًا ما تُعرف هذه التكوينات باسم الدروع أو المنصات. وهذه التكوينات، بالنسبة للتكوينات القشرية، تكون أكثر برودة وأقل كثافة، ولكنها أكثر تماثلاً في الكثافة.
ويمكنك مقارنة هذا أيضًا بـ تساوي الحجم (isochoric). لاحظ أنه يمكن للمرء مناقشة الأسطح متماثلة الكثافة أو العمليات متماثلة الكثافة؛ وبالمثل يمكن للمرء مناقشة الأسطح متماثلة الحرارة أو العمليات متماثلة الحرارة. ومع ذلك، فإن استخدام «متماثل الكثافة» عادة ما يقتصر على الأسطح وليس العمليات. وما لم يكن هناك تدفق للكتلة داخل أو خارج حجم التحكم، فإن العملية التي تحدث عند كثافة ثابتة تحدث أيضًا عند حجم ثابت وتُسمى عملية إيزوكوريكية (isochoric) وليست عملية إيزوبيكنيكية (متماثلة الكثافة).
كما يرد المصطلح «متماثل الكثافة» في كيمياء الفيزيائية الحيوية وعادة ما يُستخدم في إشارة إلى عملية فصل الجسيمات أو العضيات الخلوية الفرعية أو غيرها من المواد الأخرى على أساس كثافتها. ويشير مصطلح الطرد المركزي متماثل الكثافة إلى الطريقة التي يتم فيها إما التشكيل المسبق لتدرج الكثافة أو تشكيله أثناء الطرد المركزي عالي السرعة، وبعد تشكل هذا التدرج تنتقل الجسيمات داخل التدرج إلى الوضعية التي لديها كثافة تتماثل مع كثافتها الخاصة (وهذا في الحقيقة وصف غير صحيح للعملية الفعلية الدقيقة ولكنه يصف النتيجة بطريقة ذات معنى). وتُعد هذه التقنية فعالة للغاية.